# 라밀 셰이다예프
라밀 테이무르 오글루 셰이다예프(아제르바이잔어: Ramil Teymur oğlu Şeydayev, 러시아어: Рамиль Теймурович Шейдаев 라밀 테이무로비치 셰이다예프[*], 1996년 3월 15일 ~ )는 아제르바이잔의 축구 선수로, 현재 튀르키예 TFF 1. 리그의 코카엘리스포르와 아제르바이잔 국가대표팀에서 공격수로 활약하고 있다.

## 구단 경력

### 트라브존스포르
2016년 7월 12일, 그는 트라브존스포르와 4년 계약을 체결했다. 셰이다예프는 2016년 12월 5일, 1-0으로 이긴 카이세리스포르와의 원정 경기에서 트라브존스포르 소속으로 쉬페르리그 데뷔 전을 치렀다. 그는 2016년 9월 21일, 6-0으로 이긴 아르다한스포르와의 튀르키예 쿠파스 경기에서 트라브존스포르 소속으로 첫 골을 넣었다.
그는 2018년 8월 9일 트라브존스포르를 떠났다.

### 크릴리야 소베토프 사마라
2018년 8월 17일, 셰이다예프는 크릴리아 소베토프 사마라와 1년 계약을 맺었다. 그는 2018년 8월 19일, 로코모티프 모스크바와의 경기에서 블라디미르 폴루야흐토프와 교체되어 크릴리아 소베토프와 러시아 프리미어리그 데뷔 전을 치렀다. 그는 크릴리아가 23번째 생일에 FC 안지 마하치칼라와의 경기에서 득점을 포함하여 7점을 획득함에 따라 3경기 연속 득점을 기록하며 2019년 시즌을 시작했다.

### 디나모 모스크바
2019년 7월 2일, 그는 디나모 모스크바와 1년 계약을 체결했다. 디나모는 2020년 1월 9일 계약을 해지했다.

### 가라바흐
2021년 7월 1일, 가라바흐는 셰이다예프와 2년 계약을 맺었다고 발표했다. 2023년 5월 31일, 가라바흐는 셰이다예프가 계약 만료 후 구단을 떠났다고 발표했다.

## 국가대표팀 경력

### 아제르바이잔
셰이다예프는 산마리노와의 2018년 FIFA 월드컵 예선 전에서 아제르바이잔 축구 국가대표팀에 차출되어 1-0으로 승리했다.
2017년 10월 8일, 그는 카이저슬라우테른에서 열린 독일과의 2018년 FIFA 월드컵 예선 전에서 아제르바이잔 축구 국가대표팀의 첫 성인 국가대표팀 골을 기록했다.
그는 현재 9골(에민 막무도프, 바지프 자바도프와 공동)로 대표팀 역사상 역대 두 번째로 높은 골잡이로 평가받고 있다.

## 사생활
그는 상트페테르부르크에서 아제르바이잔인 아버지와 러시아인 어머니 사이에서 태어났다.